# Josefa Stulíková
Josefa Stulíková (5. ledna 1908 – ???) byla česká a československá politička Komunistické strany Československa a poúnorová poslankyně Národního shromáždění ČSR.

## Biografie
Ve volbách roku 1954 byla zvolena za KSČ do Národního shromáždění ve volebním obvodu Plzeň. V Národním shromáždění zasedala až do konce jeho funkčního období, tedy do voleb v roce 1960. K roku 1954 se profesně uvádí jako žehlířka v národním podniku Šumavan Klatovy.